# Аристотел Петровић
Аристотел Петровић је био аустроугарски дипломата, истакнути српски политичар из Босне и Херцеговине и шести градоначелник Града Сарајева. Обављао је дужност градоначелника Града Сарајева за вријеме постојања Државе Словенаца, Хрвата и Срба од 3. новембра 1918. до 1. децембра 1918. На овој функцији је остао и након проглашења Краљевине Срба, Хрвата и Словенаца од 2. децембра 1918. до новембра 1921. Један је од три најзначајнија српска политичара из Босне и Херцеговине, који су обнашали јавне функције након ослобођења 1918. године, уз Глигорија Јефтановића који се налазио на челу Народног вијећа Босне и Херцеговине и Атанасија Шолу, који је био на челу Народне владе за Босну и Херцеговину.

## Биографија
Аристотел Петровић је рођен у српској трговачкој породици у Сарајеву. Почетком 19. вијека у Сарајеву је живио Петар Петровић Петракија, родом из Корче у данашњој Албанији. Иако грчког поријекла, овај натурализовани Србин је својој тројици синова који су рођени у Сарајеву дао грчка имена Аристотел, Диоген и Сократ. Један од његових синова, Аристотел ће касније постати политички радник и градоначелник Сарајева.

## Политика
За вријеме Аустроугарске окупације Босне и Херцеговине, Аристотел Петровић је био дипломатски службеник Двојне монархије. Службовао је као аустроугарски конзул у Валони од 1897. до 1901, у Јањини од 1901. до 1906 и као члан Међународног надзорног поверенства у Албанији од 1913. до 1914.
Током уласка побједничке Друге армија Војске Краљевине Србије, којом је заповедао војвода Степа Степановић у Сарајево, 6. новембра 1918. године на челу Одбора за дочек и свечане поворке, налазио се градоначелник Аристотел Петровић који је војводи и његовим војницима пожелео добродошлицу и изразио захвалност за све њихове напоре. На дан 2. децембра 1918. изабрана је извршна власт у Граду Сарајеву, конституисано је Градско вијеће на чијем челу се налазио Аристотел Петровић. Његови замјеници и потпредсједници Градског вијећа из реда муслиманског и хрватског народа су били Ибрахим Шарић и Иво Јелиновић.
За вријеме обављања функције градоначелника, Аристотел Петровић је морао да ријеши проблем који су стварали комунисти. Током двије године свог легалног постојања Комунистичка партија је организовала, штрајкове, побуне, јавне трибине усмјерене против власти. Ова политичка организација је 17. јануара 1919. организовала велике народне протесте у Сарајеву, гдје се окупило више од дванаест хиљада грађана Сарајева. Градоначелник Петровић је тада изјавио да комунисти оваквим догађајима желе да збаце легално изабрану власт, преузму функције и заведду нови комунистички поредак. Дана 5. маја 1919. године, градоначелник Петровић је најавио да ће комунисти у Градском вијећу, бити замијењени, а да ће њихових девет мјеста припасти социјалистима, са мање бољшевичких идеја. Градско вијеће је прихватило градоначелников приједлог о избацивању комуниста, а након договора представника јеврејског народа у Сарајеву са градоначелником, донесена је одлука да с обзиром да Јевреји имају четири мјеста у Градском вијећи, исти број ће бити додијељен и социјалистима. Четири социјалистичка представника, на челу са Јовом Шмитраном су приступили Градском вијећу Града Сарајева, а градоначелник Аристотел Петровић, као велики антикомуниста је учествовао у каснијим репресијама према Комунистичкој партији, што је резултовало забраном рада КП-а.
Аристотел Петровић је био градоначелник Сарајева до избора Људевита Новата за новог градоначелника, на изборима у новембру 1920, иако је покушао да поднесе оставку још у мају 1920. године. О политичком раду као и животу Аристотела Петровића након одласка са функције градоначелника Сарајева, нема поузданих информација, осим о дипломатском дјеловању у Бугарској. У Архиву СР Југославије у Београду пронађен је докуменат из којег се види да је од 1929. до 1931. године био генерални конзул Краљевине Југославије у Варни у Бугарској.